# Queima de sutiãs
Denomina-se "Queima de sutiãs" (em inglês, "Miss America protest", ou simplesmente "bra-burning") a um protesto público, com a participação de cerca de 400 ativistas do "Women’s Liberation Movement" (WLM) quando da realização do concurso de "Miss America", em 7 de setembro de 1968, em Atlantic City, nos Estados Unidos da América.
Quando os manifestantes também desdobraram com êxito uma grande faixa estampada com "Liberação Feminina" dentro do salão de competição, atraíram atenção da mídia mundial e atenção nacional para o Movimento de Libertação das Mulheres.
A repórter Lindsy Van Gelder fez uma analogia entre as manifestantes feministas que jogavam sutiãs nas latas de lixo e os manifestantes da [Guerra do Vietnã] que queimavam seus cartões de alistamento militar. A reportagem foi publicada sob a manchete "Bra Burners and Miss America". A queima de sutiãs, embora nunca tenham sido realmente incinerados, tornou-se a marca do protesto e um slogan da era feminista.

## História
No século XX, a deslocação de mão-de-obra masculina para as frentes de batalha nos dois conflitos mundiais, que exigiu uma maior inserção da mulher no mercado de trabalho, reacendeu as lutas pelos direitos femininos.
Nos Estados Unidos, nas décadas de 1950 e 1960 o movimento tomou força e foi marcado por uma manifestação que chamou a atenção dos meios de comunicação, vindo a tornar-se emblemática.
Visando denunciar e acabar com a exploração comercial contra as mulheres, as ativistas aproveitaram a realização de um concurso de beleza que era percebido como veículo de uma visão arbitrária e opressiva em relação às mulheresː o "Miss America" de 1968. As ativistas dispuseram no chão do local do evento sutiãs, sapatos de salto alto, cílios postiços, sprays de laquê, maquiagens, revistas femininas, espartilhos, cintas e outros objetos que simbolizavam o padrão imposto na beleza feminina.
A "queima" propriamente dita nunca chegou a acontecer dado que, por se tratar de um espaço privado, não foi autorizada. Entretanto, a atitude das manifestantes foi incendiária, e o evento tornou-se lendário.